# Juri Terentjewitsch Lobanow
Juri Terentjewitsch Lobanow (russisch Юрий Терентьевич Лобанов; * 29. September 1952 in Duschanbe, Tadschikische SSR; † 1. Mai 2017 in Moskau) war ein sowjetischer Kanute aus Tadschikistan.

## Erfolge
Juri Lobanow gewann seine erste internationale Medaille bei seinem Olympiadebüt 1972 in München. Auf der Regattastrecke Oberschleißheim ging er im Zweier-Canadier auf der 1000-Meter-Strecke mit dem Litauer Vladislovas Česiūnas an den Start und gewann mit ihm den ersten Vorlauf in 4:07,73 Minuten. Auch im Halbfinale waren sie in 3:51,96 als Erste im Ziel und zogen damit ins Finale ein. Dort setzten sie sich im Fotofinish in 3:52,60 Minuten gegen die Rumänen Ivan Patzaichin und Serghei Covaliov durch, die nur drei Hundertstel Sekunden hinter den beiden sowjetischen Kanuten die Ziellinie überquerten, und wurden Olympiasieger. Die drittplatzierten Bulgaren Fedja Damjanow und Iwan Burtschin hatten einen Rückstand von 5,5 Sekunden.
Ein Jahr darauf sicherten sich Lobanow und Česiūnas bei den Weltmeisterschaften in Tampere über 1000 Meter die Silbermedaille und über 10.000 Meter den Titelgewinn. 1974 waren sie in Mexiko-Stadt sogar über beide Renndistanzen erfolgreich und gewannen Doppelgold. Bei den Weltmeisterschaften 1975 in Belgrad gelang ihnen auf der 10.000-Meter-Strecke ein zweites Mal die Titelverteidigung. Zum vierten Mal in Folge gewannen sie den Wettbewerb auf der 10.000-Meter-Distanz Weltmeisterschaften 1977 in Sofia. Darüber hinaus siegten sie auch im Wettbewerb über 1000 Meter. Auf der 500-Meter-Strecke belegte Lobanow mit Wassyl Jurtschenko den dritten Platz. Zusammen mit Serhij Postrjechin gewann er 1978 in Belgrad WM-Bronze über 1000 Meter. Seine letzten beiden Medaillengewinne bei Weltmeisterschaften waren zwei Titelgewinne im Jahr 1979 in Duisburg. Dabei schloss er mit Wassyl Jurtschenko sowohl das Rennen über 1000 Meter als auch über 10.000 Meter auf dem ersten Platz ab.
Bei den Olympischen Spielen 1980 in Moskau gehörte Lobanow zum zweiten Mal zum sowjetischen Aufgebot und trat wie schon 1972 im Zweier-Canadier auf der 1000-Meter-Distanz an. Sein Partner war Wassyl Jurtschenko. Sie beendeten den zweiten Vorlauf in 3:41,32 Minuten auf dem zweiten Platz hinter den Rumänen Ivan Patzaichin und Toma Simionov, was die direkte Qualifikation für den Endlauf bedeutete. Dort waren Patzaichin und Simionov erneut nach 3:47,65 Minuten die schnellsten, gefolgt von Olaf Heukrodt und Uwe Madeja aus der DDR, die 2,3 Sekunden Rückstand auf die Rumänen hatten. Im Duell um die Bronzemedaille kam es zwischen Lobanow und Jurtschenko und den Jugoslawen Matija Ljubek und Mirko Nišović zum Fotofinish. Die sowjetischen Kanuten überquerten nach 3:51,28 Minuten die Ziellinie, während Ljubek und Nišović mit einem Rückstand von zwei Hundertstel Sekunden Rückstand Vierte wurden.
Zwischen 1972 und 1980 wurde Lobanow außerdem elfmal sowjetischer Meister. Nach den Olympischen Spielen 1980 beendete er seine aktive Karriere und war später als Kanutrainer tätig. In den 1980er- und 1990er-Jahren war er Nationaltrainer der tadschikischen Nationalmannschaft und zog Ende der 1990er-Jahre nach Moskau, wo er einen Trainerposten bei ZSKA Moskau übernahm.